# Église catholique en Iran
L'Église catholique en Iran (en persan : کلیسای کاتولیک در ایران), désigne l'organisme institutionnel et sa communauté locale ayant pour religion le catholicisme en Iran.
L'Église catholique en Iran est organisée en six circonscriptions ecclésiastiques qui ne sont pas soumises à une juridiction nationale au sein d'une Église nationale mais qui sont soumises à la juridiction universelle du pape, évêque de Rome, au sein de l'« Église universelle ».
En étroite communion avec le Saint-Siège, les évêques des juridictions en Iran sont membres d'une instance de concertation, la conférence épiscopale iranienne.
L'Église catholique est autorisée en Iran.
L'Église catholique est une communauté religieuse minoritaire de ce pays.

## Législation en matière religieuse
Trois articles de la Constitution de l'Iran autorise la liberté de religion et donc l'Église catholique,:
- L'article 13 dispose que « Les Iraniens zoroastriens, juifs et chrétiens sont les seules minorités religieuses reconnues qui, dans les limites de la loi, sont libres d’accomplir leurs rites et cérémonies religieux et d’agir conformément à leur propre canon en matière d’affaires personnelles et d’éducation religieuse. »;
- L'article 14 dispose que « le gouvernement et tous les musulmans ont le devoir de traiter les non-musulmans conformément aux normes éthiques et aux principes de justice islamique et d'équité, et de respecter leurs droits fondamentaux.  Ce principe s’applique à tous ceux qui s’abstiennent de toute conspiration ou activité contre l’islam et la république islamique d’Iran. » ;
- L'article 26 dispose que « La formation de sociétés religieuses appartenant à l'une des minorités religieuses reconnues, est autorisée à condition de ne pas enfreindre les principes d'indépendance, de liberté, d'unité nationale, de critères de Islam, ou la base de la République islamique. Nul ne peut être empêché de participer aux groupes susmentionnés, ni être obligé d'y participer.».

Cependant trois autres articles font de l'Iran non pas un État séculier comme était le régime précédent aux institutions laïcs, mais une république théocratique avec l’islam pour religion d'État et une législation qui prend sa source dans la charia :
- L'article 12 dispose que « La religion officielle de l'Iran est l'islam de confession dja'farite duodécimain, et ce principe restera éternellement immuable. Les autres confessions islamiques doivent être pleinement respectées et leurs adeptes sont libres d’exercer leurs rites religieux conformément à leur propre jurisprudence. Ces confessions jouissent d'un statut officiel en matière d'instruction religieuse, de statut personnel (mariage, divorce, héritage et testaments) et de contentieux judiciaire. Dans les régions du pays où la majorité des adeptes suivent l'une de ces confessions , la réglementation locale sera, dans les limites de la juridiction des conseils locaux, conforme à cette confession, sans porter atteinte aux droits des adeptes des autres confessions »;

- L'article 57 dispose que «  Les pouvoirs du gouvernement de la République islamique sont investis du pouvoir législatif, du pouvoir judiciaire et du pouvoir exécutif, fonctionnant sous le contrôle du leader religieux absolu et du leadership de la Oumma, conformément aux prochains articles de la présente Constitution.  Ces pouvoirs sont indépendants les uns des autres. » ;
- L'article 72 dispose que « L'Assemblée consultative islamique ne peut pas adopter de lois contraires à la religion officielle du pays ou à la Constitution.  » ;

La devise nationale de l’Iran est : « Indépendance, Liberté, République islamique ! ».
Contrairement au coran, les hadiths (propos attribués à Mahomet et rapportés par divers témoins) interdisent l'apostasie sous peine de mort.  
Si le Code pénal iranien ne contient aucune disposition spécifique se rapportant à l'apostasie, l'article 167 de la Constitution dispose que le juge « doit rendre son jugement sur la base de sources islamiques », lui permettant de condamner l'apostasie à la peine de mort, mais cette peine n'a pas été appliqué ces dernières années. 
Le prosélytisme d'une religion autre que l'islam n'est pas autorisé même si aucune loi n'interdit expressément le prosélytisme .  
Par crainte de prosélytisme, l'Iran autorise les églises chrétiennes à prêcher à leurs compatriotes autre que la langue persane, et il leur est interdit d'exercer leur ministère auprès de personnes d'origine musulmane.  
En 2009, 80 Sud-Coréens accusés de prosélytisme chrétien, une activité interdite, ont été expulsés d'Iran, de Jordanie et du Yémen.
La diffamation de l'islam (crime de blasphème) est également punie de la peine capitale.
Les groupes religieux reconnus ont la permission de suivre leurs propres lois religieuses pour les questions de mariage, de divorce et d'héritage et ont le droit de ne pas consommer de produits alimentaires halal.  
Une musulmane ne peut pas épouser un chrétien (sourate n°2, verset n°221). Le tribunal catholique n'autorise pas le divorce qui peut cependant être annulé. Sinon, les époux se convertissent à l'Islam ou à une autre confession chrétienne autorisant le divorce.  
Le témoignage d'un chrétien devant les différentes juridictions n'a pas la même valeur que celui d'un musulman et l'héritage d'un chrétien par rapport à celui d'un musulman est diminué de moitié.   
La loi de 1979 exige que tous les iraniens, musulmans comme chrétiens n'adoptent pas de vêtements distinctifs (les femmes chrétiennes doivent se voiler comme les musulmanes et que les hommes chrétiens ne doivent pas porter de shorts montrant le genou), ne consomment pas d'alcool et se conforment à la séparation des sexes en public. 
Le gouvernement de la république islamique impose que les directeurs de toutes les écoles d'Iran soient musulmans, que tous les cours soient donnés en persan et que toutes les écolières et étudiantes portent le hidjab (le voile islamique) dans les établissements, ainsi qu'elles doivent également le faire dans l'espace public. 
L'enseignement des religions minoritaires est respecté tant dans les écoles publiques que dans les écoles propres aux minorités.
L'article 64 de la constitution dispose que « Les chrétiens assyriens et chaldéens éliront conjointement un représentant;  et les chrétiens arméniens du nord et ceux du sud du pays éliront chacun un représentant. », soit 3 chrétiens sur les 270 membres de l’Assemblée consultative islamique.  

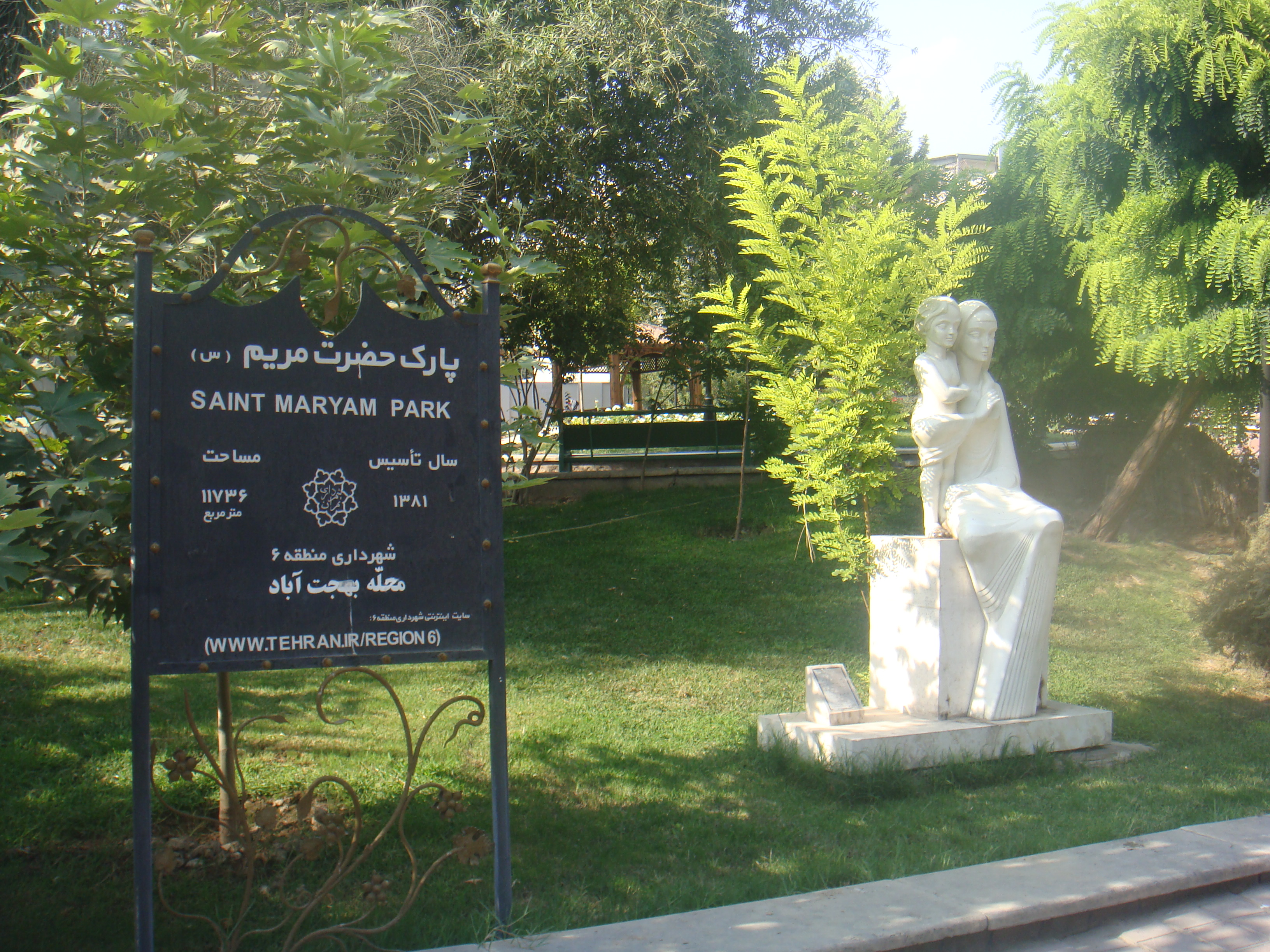
Parc Sainte-Marie de Téhéran (2011).

## Catholicisme
L'Église catholique utilise trois rites liturgiques en Iran :
- Le rite romain, utilisé par l'Église latine ;
- Le rite oriental, utilisé par deux Églises catholiques orientales ;
  - Le rite chaldéen de l'Église catholique chaldéenne ;
  - Le rite arménien de l'Église catholique arménienne.

## Diocèses et Éparchies
L'Église catholique en Iran est organisée en six circonscriptions ecclésiastiques rassemblées en trois juridictions territoriales distinctes et superposées (l'Église latine et deux Églises catholiques orientales) , :  
- Église latine : 
  - Archidiocèse d'Ispahan
- Églises catholiques orientales :
  - Église catholique chaldéenne (Cette église utilise une langue liturgique semblable à l'araméen, la langue parlée en Israël à l'époque de Jésus-Christ) :
    - Archéparchie métropolitain de Téhéran (en) (rite chaldéen)
    - Archéparchie métropolitain d'Ourmia (en) (rite chaldéen) 
      - Éparchie de Salmas (rite chaldéen)

    - Archéparchie d'Ahvaz (en) (rite chaldéen)

  - Église catholique arménienne : 
    - Archidiocèse d'Ispahan (rite arménien).

## Relation diplomatique du Vatican en Iran
Depuis le XIXe siècle, la délégation apostolique de Perse, érigée par le pape Pie IX, la sépare de celle de la Mésopotamie.*  

### Délégués apostoliques
- Henri-Marie Amanton (pl), OP † (25 mai 1860 - démissionne avant le 7 mars 1865), également archevêque titulaire d'Arcadiopolis-en-Asie (de)
- Nicolás Castells (de), OFMCap. † (23 novembre 1866 - 7 septembre 1873), également archevêque titulaire de Marcianopolis (de)
- Zaccaria Fanciulli, OFMCap. † (7 septembre 1873 - 4 novembre 1873, décédé), également archevêque titulaire de Maronea (de)
- Augustin-Pierre Cluzel, CM † (30 mars 1874 - 12 août 1882, décédé), également archevêque titulaire d'Héraclée-en-Europe (de)
- Jacques-Hector Thomas (pl), CM † (4 mai 1883 - 9 septembre 1890, démission), également archevêque titulaire d'Andrinople-en-Hémimont (de)
- Hilarion-Joseph Montéty (pl), CM † (13 février 1891 - 1896, démission), également archevêque titulaire de Bérythe (de)
- François Lesné (de), CM † (20 avril 1896 - 11 février 1910, décédé), également archevêque titulaire de Philippopolis-en-Thrace (de)
- Jacques-Émile Sontag, CM † (13 juillet 1910 - 27 juillet 1918, décédé)
- Angelo Maria Dolci † (? - 21 décembre 1921, démissionnaire), également archevêque titulaire d'Hiérapolis-en-Syrie
- Adriaan Smets (en) † (13 janvier 1922 - 1931, démission), également archevêque titulaire de Gangra (de)
- Egidio Lari (en) † (1er juin 1931 - 1935, démission), également archevêque titulaire de Tyr
- Alcide Marina (en), CM † (7 mars 1936 - 18 mai 1945, nommé délégué apostolique en Turquie (en)), également archevêque titulaire d'Héliopolis-en-Phénicie (de)
- Paolo Pappalardo (en) † (7 août 1948 - 19 mars 1953, nommé internonce apostolique en Syrie (en)), également archevêque titulaire d'Apamée-en-Syrie (de)

### Internonces apostoliques
Le 2 mai 1953, le Saint-Siège et l’Iran ont établi des relations diplomatiques, avec l’instauration de l’internationalisation sous le bref Quantum utilitatis du pape Pie XII. 
- Raffaele Forni † (31 juillet 1953 - 24 septembre 1955, nommé nonce apostolique au Venezuela (en)), également archevêque titulaire d'Ægina (de)
- Giuseppe Paupini † (2 février 1956 - 25 février 1957, nonce apostolique au Salvador et au Guatemala (en)), également archevêque titulaire de Sébastopolis-en-Abasgia (de)
- Lino Zanini † (24 août 1957 - 16 juin 1959, nommé nonce apostolique en République dominicaine (en)), également archevêque titulaire d'Andrinople-en-Hémimont (de)
- Vittore Ugo Righi (en) † (13 juillet 1959 - 1er février 1964, nommé nonce apostolique au Paraguay (en)), également archevêque titulaire de Bilta (de)
- Salvatore Asta (en) † (23 mars 1964 - 1966, nommé nonce apostolique), également archevêque titulaire d'Auréliopolis-en-Lydie (de)

### Pro-nonces apostoliques
La nonciature apostolique (en) a été créée le 25 mars 1966 avec le bref Amicae necessitudinis du pape Paul VI.
- Salvatore Asta (en) † (7 juin 1966 - 1969, nommé au poste de vice-président apostolique en Turquie (en)), également archevêque titulaire d'Auréliopolis-en-Lydie (de)
- Paolino Limongi (en) † (9 juillet 1969 - 13 mars 1971, démission), également archevêque titulaire de Nicaea Parva (de)
- Ernesto Gallina (en) † (13 mars 1971 - 4 janvier 1976, responsable du secrétariat d'État), également archevêque titulaire de Trevi (de)
- Annibale Bugnini, CM † (4 janvier 1976 - 3 juillet 1982, décédé), également archevêque titulaire de Diocletiana (de)
- Giovanni De Andrea † (26 janvier 1983 - 22 novembre 1986, nommé membre non-apostolique pour l'Algérie et la Tunisie et délégué apostolique en Libye), également archevêque titulaire d'Aquaviva (de)
- John Bulaitis † (11 juillet 1987 - 30 novembre 1991, nommé pro-nonce apostolique à la Corée du Sud (en)), également archevêque titulaire de Narona (de)
- Romeo Panciroli (en), MCCI † (18 mars 1992 - 1er février 1994, nommé nonce apostolique), également archevêque titulaire de Noba (de)

### Nonces apostoliques
- Romeo Panciroli (en), MCCI † (1er février 1994 - avril 1999, retraité), également archevêque titulaire de Noba (de)
- Angelo Mottola † (16 juillet 1999 - 25 janvier 2007, nommé nonce apostolique au Monténégro (en)), également archevêque titulaire de Cercina (de)
- Jean-Paul Gobel (10 octobre 2007 - 5 janvier 2013, nommé nonce apostolique en Égypte), également archevêque titulaire de Calatia (de)
- Leo Boccardi, depuis le 11 juillet 2013, également archevêque titulaire de Bitettum (de)

## Édifices
L’Église dispose de plusieurs édifices, comme l'église Saint-Abraham de Téhéran, la cathédrale de la Consolation (en) (Téhéran) ou la cathédrale Saint-Joseph (en) (Téhéran).

## Ecclésia
Dans une population de 82 millions d'habitants où 99,4% appartiennent à l'Islam, les chrétiens forment une communauté religieuse minoritaire de 150 000 fidèles (0,4 %) dont 121 100 orthodoxes, puis 21 380 catholiques (0,035 %), quelques milliers de protestants et enfin entre 20 000 et 30 000 Juifs (0,014 %).     
L' Annuaire pontifical de 2011 et des rapports antérieurs en Iran font état de la présence de 3 400 chaldéens, 10 000 latins et 8 000 arméniens.     
Parmi les Orthodoxes se trouvent 110 000 apostoliques arméniens, 11 000 apostoliques assyriennes, et 100 orthodoxes russes.
Les chrétiens en Iran vivent principalement dans la capitale, Téhéran, et dans les villes d’Ispahan et de Chiraz.    
En plus de certains citoyens iraniens, les catholiques comprennent des étrangers en Iran, tels que les hispanophones (latino-américains et espagnols) et d'autres européens.